# Antiplanes catalinae
Antiplanes catalinae é uma espécie de gastrópode do gênero Antiplanes, pertencente a família Pseudomelatomidae.